# Shine (album de Cyndi Lauper)
Pour les articles homonymes, voir Shine.
Albums de Cyndi Lauper
At Last
(2003) Hey Now! (Remixes & Rarities)
(2005)
Singles
Shine est le huitième album studio de Cyndi Lauper. Enregistré entre 1999 et 2000, prêt à paraître en 2001, il ne sort finalement qu'au Japon en 2004 chez Epic Records.

## Pistes
| No  | Titre                   | Durée |
| --- | ----------------------- | ----- |
| 1.  | Shine                   | 4:33  |
| 2.  | It's Hard to Be Me      | 3:51  |
| 3.  | Madonna Whore           | 3:34  |
| 4.  | Wide Open               | 3:48  |
| 5.  | Rather Be with You      | 3:24  |
| 6.  | Who Let in the Rain     | 4:32  |
| 7.  | Comfort You             | 4:11  |
| 8.  | Eventually              | 5:28  |
| 9.  | (Waiting For) Valentino | 5:10  |
| 10. | This Kind of Love       | 3:53  |
| 11. | Higher Plane            | 4:13  |
| 12. | Water's Edge            | 5:22  |
| 13. | I Miss My Baby          | 3:22  |